# Cúp bóng đá châu Phi 1980
Cúp bóng đá châu Phi 1980 là Cúp bóng đá châu Phi lần thứ 12, được tổ chức tại Nigeria. Số đội tham dự giải là 29, nhiều hơn giải trước đó 3 đội. Thể thức thi đấu không đổi. Vòng chung kết gồm 8 đội chia làm 2 bảng, mỗi bảng 4 đội. Hai đội tuyển đứng đầu mỗi bảng vào đá bán kết, đội thắng ở bán kết vào đá chung kết, đội thua dự trận trận tranh giải ba. Chủ nhà Nigeria lần đầu tiên giành chức vô địch. Còn Maroc trở thành đội đương kim vô địch thứ năm bị loại ngay từ vòng bảng (sau CHDC Congo là vào các năm 1970, 1976 cùng với Sudan 1972).

## Vòng loại
Vòng loại của giải gồm 27 đội tham gia, chọn lấy 6 đội cùng với đương kim vô địch Ghana và chủ nhà Nigeria tham dự vòng chung kết. Vòng loại thi đấu theo thể thức loại trực tiếp sân nhà và sân khách, có áp dụng luật bàn thắng sân khách. Ở vòng sơ loại có 6 đội chọn lấy 3 đội thắng vào vòng loại thứ nhất. Ở vòng loại thứ nhất 24 đội chia làm 12 cặp đấu, 12 đội thắng vào vòng loại thứ hai. Vòng loại thứ hai 12 đội chia làm 6 cặp đấu, 6 đội thắng dự vòng chung kết.

### Các đội không vượt qua vòng loại

#### Vòng sơ loại
- Lesotho
- Madagascar
- Niger

#### Vòng loại thứ nhất
| - Bénin - Burundi - Cameroon - Cộng hòa Congo - Ethiopia - Gambia |  | - Malawi - Mauritanie - Mauritius - Somalia - Tunisia - Uganda |  |  |

#### Vòng loại thứ hai
| - Kenya - Libya - Sudan |  | - Togo - Zaire - Zambia |  |  |

- in nghiêng: Đội bóng bỏ cuộc

## Địa điểm
| Lagos                 | LagosIbadan | Ibadan             |
| --------------------- | ----------- | ------------------ |
| Sân vận động Surulere | LagosIbadan | Sân vận động Tự do |
| Sức chứa: 80.000      | LagosIbadan | Sức chứa: 35.000   |
|                       | LagosIbadan |                    |

## Vòng chung kết
Vòng chung kết của giải diễn ra từ 8 tháng 3 đến 22 tháng 3 năm 1980. Các trận đấu ở bảng A được tổ chức tại thủ đô Lagos, ở bảng B được tổ chức tại Ibadan.

### Bảng A
| Đội tuyển   | Số trận | Thắng | Hòa | Thua | Bàn thắng | Bàn thua | Hiệu số | Điểm |
| ----------- | ------- | ----- | --- | ---- | --------- | -------- | ------- | ---- |
| Nigeria     | 3       | 2     | 1   | 0    | 4         | 1        | +3      | 5    |
| Ai Cập      | 3       | 2     | 0   | 1    | 4         | 3        | +1      | 4    |
| Bờ Biển Ngà | 3       | 0     | 2   | 1    | 2         | 3        | −1      | 2    |
| Tanzania    | 3       | 0     | 1   | 2    | 3         | 6        | −3      | 1    |

| Nigeria                  | 2–1      | Tanzania   |
| ------------------------ | -------- | ---------- |
| Lawal 11' · Odegbami 85' | Chi tiết | Mkambi 54' |

| Ai Cập                  | 2–1      | Bờ Biển Ngà |
| ----------------------- | -------- | ----------- |
| Hammam 8' · Mokhtar 20' | Chi tiết | Gome 7'     |

| Ai Cập                 | 2–1      | Tanzania   |
| ---------------------- | -------- | ---------- |
| Shehata 32' · Nour 38' | Chi tiết | 86' Waziri |

| Nigeria | 0–0      | Bờ Biển Ngà |
| ------- | -------- | ----------- |
|         | Chi tiết |             |

| Bờ Biển Ngà | 1–1      | Tanzania   |
| ----------- | -------- | ---------- |
| Koma 7'     | Chi tiết | Waziri 59' |

| Nigeria   | 1–0      | Ai Cập |
| --------- | -------- | ------ |
| Isima 15' | Chi tiết |        |

### Bảng B
| Đội tuyển | Số trận | Thắng | Hòa | Thua | Bàn thắng | Bàn thua | Hiệu số | Điểm |
| --------- | ------- | ----- | --- | ---- | --------- | -------- | ------- | ---- |
| Algérie   | 3       | 2     | 1   | 0    | 4         | 2        | +2      | 5    |
| Maroc     | 3       | 1     | 1   | 1    | 2         | 2        | 0       | 3    |
| Ghana     | 3       | 1     | 1   | 1    | 1         | 1        | 0       | 3    |
| Guinée    | 3       | 0     | 1   | 2    | 3         | 5        | −2      | 1    |

| Ghana | 0–0      | Algérie |
| ----- | -------- | ------- |
|       | Chi tiết |         |

| Maroc       | 1–1      | Guinée       |
| ----------- | -------- | ------------ |
| Mustapha 7' | Chi tiết | M. Camara 8' |

| Algérie        | 1–0      | Maroc |
| -------------- | -------- | ----- |
| Belloumi 90+3' | Chi tiết |       |

| Ghana      | 1–0      | Guinée |
| ---------- | -------- | ------ |
| Klutse 69' | Chi tiết |        |

| Algérie                           | 3–2      | Guinée                       |
| --------------------------------- | -------- | ---------------------------- |
| Bensaoula 12', 49' · Belloumi 37' | Chi tiết | Diawara 82' · Bangoura 90+1' |

| Maroc      | 1–0      | Ghana |
| ---------- | -------- | ----- |
| Labied 44' | Chi tiết |       |

### Vòng đấu loại trực tiếp
|  | Bán kết             | Bán kết |                    |       | Chung kết | Chung kết |
|  |                     |         |                    |       |           |           |
|  | 19 tháng 3 – Lagos  |         |                    |       |           |           |
|  |                     |         |                    |       |           |           |
|  | Nigeria             | 1       |                    |       |           |           |
|  | Nigeria             | 1       | 22 tháng 3 – Lagos |       |           |           |
|  | Maroc               | 0       |                    |       |           |           |
|  | Maroc               | 0       | Nigeria            | 3     |           |           |
|  | 19 tháng 3 – Ibadan |         | Nigeria            | 3     |           |           |
|  |                     | Algérie | 0                  |       |           |           |
|  | Algérie (pen.)      | Algérie | 0                  | 2 (4) |           |           |
|  | Algérie (pen.)      |         |                    | 2 (4) |           |           |
|  | Ai Cập              | 2 (2)   |                    |       |           |           |
|  | Ai Cập              | 2 (2)   | Tranh hạng ba      |       |           |           |
|  |                     |         |                    |       |           |           |
|  | 21 tháng 3 – Lagos  |         |                    |       |           |           |
|  |                     |         |                    |       |           |           |
|  | Maroc               | 2       |                    |       |           |           |
|  | Maroc               | 2       |                    |       |           |           |
|  | Ai Cập              | 0       |                    |       |           |           |

#### Bán kết
| Nigeria    | 1–0      | Maroc |
| ---------- | -------- | ----- |
| Owolabi 9' | Chi tiết |       |

| Algérie                            | 2–2      | Ai Cập                               |
| ---------------------------------- | -------- | ------------------------------------ |
| Assad 55' (ph.đ.) · Benmiloudi 62' | Chi tiết | El Khatib 32' · El Sayed 47'         |
| Loạt sút luân lưu                  |          |                                      |
| ... · ... · ... · ... · Assad      | 4-2      | Shehata · Mokhtar · El Khatib · Amer |

#### Tranh hạng ba
| Maroc          | 2–0      | Ai Cập |
| -------------- | -------- | ------ |
| Labied 9', 78' | Chi tiết |        |

#### Chung kết
| Nigeria                      | 3–0      | Algérie |
| ---------------------------- | -------- | ------- |
| Odegbami 2', 42' · Lawal 50' | Chi tiết |         |

| Vô địch Cúp bóng đá châu Phi 1980 Nigeria Lần thứ nhất |

## Đội hình toàn sao
| Thủ môn       | Hậu vệ                                                              | Tiền vệ                                                       | Tiền đạo                   |
| ------------- | ------------------------------------------------------------------- | ------------------------------------------------------------- | -------------------------- |
| Best Ogedegbe | Mustapha Kouici Mohamed Salah El-Din Moussa Camara Christian Chukwu | Lakhdar Belloumi Ali Fergani Mahmoud El Khatib Shawki Ghareeb | Salah Assad Segun Odegbami |

## Danh sách cầu thủ ghi bàn
3 bàn
| - Khalid Labied | - Segun Odegbami |  |

2 bàn
| - Lakhdar Belloumi - Tedj Bensaoula | - Muda Lawal | - Thuwein Waziri |

1 bàn
| - Salah Assad - Hocine Benmiloudi - Ani Gome - Kouman Kobenan - Mahmoud El Khatib - Ramadan El Sayed - Maher Hammam | - Mokhtar Mokhtar - Mussad Nur - Hassan Shehata - Willie Klutse - Moussa Camara - Ibrahima Diawara | - Sidouba Bangoura - Tahir Mustapha - Okey Isima - Ifeanyi Onyedika - Felix Owolabi - Juma Mkambi |